# Peleteria lateralis
Peleteria lateralis là một loài ruồi trong họ Tachinidae.